# Stalybridge
Stalybridge är en ort i distriktet Tameside, Storbritannien. Den ligger i grevskapet Greater Manchester och riksdelen England, i den centrala delen av landet, 250 km nordväst om huvudstaden London. Stalybridge ligger 114 meter över havet och antalet invånare är 22 748.
Terrängen runt Stalybridge är kuperad österut, men västerut är den platt. Runt Stalybridge är det mycket tätbefolkat, med 2 103 invånare per kvadratkilometer. Närmaste större samhälle är Manchester, 11,8 km väster om Stalybridge. Runt Stalybridge är det i huvudsak tätbebyggt.